# 2008-as Tour de Langkawi
A 2008-as Tour de Langkawi volt a 13. maláj kerékpárverseny. Február 9. és február 17. között került megrendezésre, össztávja 1387,6 kilométer volt. Végső győztes a moldáv Ruslan Ivanov lett, megelőzve a francia Matthieu Sprick-et és a spanyol Gustavo Cesar-t.

## Szakaszok
| Szakasz | Dátum       | Rajt           | Cél            | km    | Szakaszgyőztes     | Összetettben vezető |
| ------- | ----------- | -------------- | -------------- | ----- | ------------------ | ------------------- |
| 1.      | Február 9.  | Alor Star      | Kepala Batas   | 182,9 | Matthieu Sprick    | Matthieu Sprick     |
| 2.      | Február 10. | Butterworth    | Sitiawan       | 159,7 | Jeremy Hunt        | Matthieu Sprick     |
| 3.      | Február 11. | Sitiawan       | Banting        | 209,4 | Lee Won-jae        | Matthieu Sprick     |
| 4.      | Február 12. | Port Dickson   | Batu Pahat     | 175,5 | Danilo Hondo       | Matthieu Sprick     |
| 5.      | Február 13. | Johor Bahru    | Bandar Penawar | 143,1 | Alberto Loddo      | Matthieu Sprick     |
| 6.      | Február 14. | Bandar Penawar | Kuala Rompin   | 182,0 | José Serpa         | Matthieu Sprick     |
| 7.      | Február 15. | Kuala Rompin   | Kuantan        | 127,6 | Alexandre Usov     | Mitchell Docker     |
| 8.      | Február 16. | Temerloh       | Fraser's Hill  | 127,0 | Filippo Savini     | Ruslan Ivanov       |
| 9.      | Február 17. | Merdeka Square | Merdeka Square | 80,4  | Mauro Abel Richeze | Ruslan Ivanov       |

## Végeredmény
|    | Versenyző         | Csapat                                          | Idő           |
| -- | ----------------- | ----------------------------------------------- | ------------- |
| 1  | Ruslan Ivanov     | Serramenti PVC Diquigiovanni-Androni Giocattoli | 31 óra 20'28" |
| 2  | Matthieu Sprick   | Bouygues Télécom                                | + 29"         |
| 3  | Gustavo Cesar     | Karpin-Galicia                                  | + 32"         |
| 4  | Jeremy Yates      | New Zealand                                     | + 36"         |
| 5  | Yauhen Sobal      | Tinkoff Credit Systems                          | + 48"         |
| 6  | Mitchell Docker   | Drapac Porsche                                  | + 56"         |
| 7  | Jackson Rodriguez | Serramenti PVC Diquigiovanni-Androni Giocattoli | + 1'03"       |
| 8  | Jean-Marc Marino  | Crédit Agricole                                 | + 1'09"       |
| 9  | Ian McCleod       | South Africa                                    | + 1'44"       |
| 10 | Matt Wilson       | Team Type 1                                     | + 1'48"       |